# Elżbieta Marciniak
Elżbieta Marciniak, właściwie Elżbieta Marciniak-Kuszakiewicz (ur. 1943 w Słopsku koło Niegowa) – polska piosenkarka i artystka estradowa.

## Życiorys
Jest absolwentką Liceum Ogólnokształcącego im. Tomasza Zana w Pruszkowie. W 1963 roku ukończyła Studium Ekonomiczne w Warszawie. W 1968 roku uzyskała natomiast dyplom na Wydziale Wokalnym i Wydziale Piosenki Państwowej Szkoły Muzycznej im. Fryderyka Chopina w Warszawie.
Karierę estradową rozpoczęła w 1963 roku. W 1964 roku uzyskała wyróżnienie na II Krajowym Festiwalu Piosenki Polskiej w Opolu za wykonanie w koncercie debiutów piosenki pt. Nie otworzę drzwi nikomu (sł. J. Kondratowicz, muz. P. Figiel). Wystąpiła również na III KFPP w Opolu w 1965 roku oraz IV w 1966 roku.
W latach 1963–1967 śpiewała w zespole estradowym Komendy Głównej Milicji Obywatelskiej. Współpracowała również z zespołem Progres, który w 1971 roku zdobył I miejsce w Konkursie Zespołów Muzyki Rozrywkowej.
Jako solistka współpracowała między innymi z Orkiestrą z Chmielnej oraz Kapelą Czerniakowską.

## Odznaczenia
- Brązowy Medal „Zasłużony Kulturze Gloria Artis” (2025)[4]